# Гута-Зеленицкая
Гута-Зеленицкая (укр. Гута-Зеленицька) — село на Украине, находится в Емильчинском районе Житомирской области.
Код КОАТУУ — 1821782402. Население по переписи 2001 года составляет 62 человека. Почтовый индекс — 11251. Телефонный код — 4149. Занимает площадь 0,66 км².

## Адрес местного совета
11253, Житомирская область, Емильчинский р-н, с.Зеленица